# كرايغ ميلر (مصارع رياضي)
كرايغ ميلر (بالإنجليزية: Craig Miller) هو مصارع رياضي نيوزيلندي، ولد في 10 يونيو 1985 في دنيدن في نيوزيلندا.

## روابط خارجية
- كرايغ ميلر على موقع قاعدة بيانات المصارعة الدولية (الإنجليزية)
- كرايغ ميلر على موقع اللجنة الأولمبية النيوزيلندية (الإنجليزية)